# Saigusa Moritomo
Saigusa Moritomo (三枝守友?   1537-1575) fue un sirviente del clan Takeda durante el período Sengoku de la historia de Japón. Moritomo fue reconocido como uno de los Veinticuatro Generales de Takeda Shingen por su lealtad y desempeño en el campo de batalla. Moritomo estuvo presente durante la Batalla de Mikatagahara de 1573 y en la Batalla de Nagashino de 1575. Durante esta última batalla, Moritomo murió en el combate al tratar de proteger al hermano menor de Shingen, Takeda Nobuzane.